# Never Too Late
Never Too Late (Chinees: 火熱動感) is een album van de Cantopop zanger Sammi Cheng. Het is opgenomen in 1992 en uitgegeven in april van datzelfde jaar.

## Tracklist
1. Why
2. Say U'll Be Mine
3. 2gether
4. 如愛我
5. 情牽千里
6. It's Too Late
7. 這夜我不願離開
8. 娃娃看天下
9. 夜傾情
10. 不如你